# 동구·북구 (인천 선거구)
동구·북구는 대한민국의 옛 국회의원 선거구이다. 당시 인천직할시 동구와 북구 지역을 관할했다.

## 역사
1981년 7월, 인천시가 인천직할시로 승격되면서 경기도에서 분리되었다. 이에 제12대 국회의원 선거를 앞두고 기존의 인천시 동구·북구 선거구가 동구·북구 선거구로 개편되었다.
1988년 1월, 북구 검암동·백석동·시천동·경서동·연희동·공촌동·심곡동·가정동·신현동·석남동·원창동·가좌동이 서구로 분구되었다. 또한 제13대 국회의원 선거를 앞두고 소선거구제가 실시됨에 따라 중구·동구, 북구 갑, 북구 을, 서구 선거구로 각각 분리되면서 폐지되었다.

## 역대 국회의원
| 선거   | 정당 | 정당       | 1위 의원 | 정당 | 정당       | 2위 의원 |
| ------ | ---- | ---------- | -------- | ---- | ---------- | -------- |
| 1985년 |      | 신한민주당 | 류제연   |      | 민주정의당 | 김숙현   |

## 역대 선거 결과

### 대한민국 제12대 국회의원 선거
|  | 37.09% |

|  | 33.48% |

|  | 22.19% |

|  | 7.22% |